# Ciclo dell'Ecumene
Il ciclo dell'Ecumene (o Ekumene) o ciclo hainita (Hainish Cycle) è un insieme di romanzi e racconti di fantascienza della scrittrice statunitense Ursula K. Le Guin ambientati in un medesimo universo immaginario futuro.
In questo scenario, la specie umana si è diffusa in decine di pianeti e tenta di organizzarsi in una società su scala galattica, denominata prima Lega di Tutti i Mondi, poi Ecumene (o Ekumene), dal termine greco per indicare tutto il mondo conosciuto e abitato. 
I rapporti sono mantenuti grazie ad una tecnologia, l'ansible, che consente la comunicazione istantanea anche a distanza di molti anni luce. 
Gli esseri viventi possono affrontare viaggi interstellari ad una velocità non superiore alla velocità della luce (NAFAL, Nearly As Fast As Light), con l'inevitabile conseguenza della dilatazione del tempo per i viaggiatori (gli inviati dell'Ecumene vivono anche centinaia di anni di tempo oggettivo, rispetto ad un'esistenza soggettiva di durata convenzionale), mentre navi robotizzate possono raggiungere una velocità superluminale.
La caratteristica peculiare di questo ciclo, a differenza di altre analoghe creazioni letterarie fantascientifiche, è che l'origine di tutta l'umanità non è la Terra, ma il pianeta Hain, dal quale in epoche remote è partita l'esplorazione spaziale e la colonizzazione di molti pianeti, compresa la Terra. In seguito queste colonie, forse a causa dell'assenza di adeguate tecnologie di comunicazione, non solo hanno perso i contatti, ma anche la conoscenza della reciproca esistenza.
Centinaia di millenni più tardi, l'Ecumene rappresenta il tentativo in fieri di ricostituire l'unità della civilizzazione umana nella galassia.
I romanzi più celebri del ciclo sono La mano sinistra delle tenebre (1969) e I reietti dell'altro pianeta (1974), entrambi insigniti dei massimi riconoscimenti nell'ambito della narrativa fantascientifica, il premio Hugo e il premio Nebula.

## Sequenza narrativa
L'ordine di pubblicazione dei testi che compongono il ciclo e l'ordine cronologico interno non coincidono.
I primi tre romanzi, Il mondo di Rocannon (1966), Il pianeta dell'esilio (1966) e Città delle illusioni (1967), sono ambientati in un'epoca precedente alla costituzione del vero e proprio Ecumene, nel quale esiste però una Lega di Tutti i Mondi (che nel terzo sembra essersi frammentata).
Nel quarto, La mano sinistra delle tenebre (1969), i pianeti della vecchia Lega di Tutti i Mondi sembrano essersi riuniti nell'Ecumene.
Il quinto, I reietti dell'altro pianeta (1974), è di fatto il primo: tanto la Lega di Tutti i Mondi quanto l'ansible non esistono ancora, anche se sembrano sul punto di diventare realtà, mentre esistono solo di recente nel sesto, Il mondo della foresta (1976).
I successivi romanzi e racconti invece parlano solo dell'Ecumene.

### Romanzi
- Il mondo di Rocannon (Rocannon's World, 1966)
- Il pianeta dell'esilio (Planet of Exile, 1966)
- Città delle illusioni (City of Illusions, 1967)
- La mano sinistra delle tenebre (The Left Hand of Darkness, 1969)
- I reietti dell'altro pianeta o Quelli di Anarres (The Disposessed: an Ambiguous Utopia, 1974)
- Il mondo della foresta (The Word for World is Forest, 1976)
- La salvezza di Aka (The Telling, 2000)

### Racconti
- Contenuti nella raccolta I dodici punti cardinali (1975):
  - Dowry of the Angyar o Semley's Necklace (1964)
  - Winter's King (1969)
  - Vaster Than Empires and More Slow (1971)
  - The Day Before the Revolution (1974)
- Contenuti nella raccolta A Fisherman of the Inland Sea (1994):
  - The Shobies' Story (1990)
  - Dancing to Ganam (1993)
  - Another Story or A Fisherman of the Inland Sea (1994)
- Contenuti nella raccolta Il giorno del perdono (1995):
  - Tradimenti (Betrayals, 1994)
  - Il giorno del perdono (Forgiveness Day, 1995)
  - Un uomo del popolo (A Man of the People, 1995)
  - Liberazione della donna (A Woman's Liberation, 1995)
- Contenuti nella raccolta The Birthday of the World (2003):
  - The Matter of Seggri (1994)
  - Unchosen Love (1994)
  - Solitude (1994)
  - Come si diventa adulti a Karhide (Coming of Age in Karhide, 1995)
  - Mountain Ways (1996)
  - Old Music and the Slave Women (1999)

## Pianeti

### Aka
È l'ambientazione del romanzo La salvezza di Aka (2000).

### Anarres e Urras
Sistema doppio orbitante attorno alla stella Tau Ceti.
I due pianeti sono l'ambientazione del romanzo I reietti dell'altro pianeta (1974) e del racconto The Day Before the Revolution (1974).

### Athshe
È l'ambientazione del romanzo Il mondo della foresta (1976). Ribattezzato New Tahiti dai colonizzatori terrestri, è sfruttato da questi ultimi principalmente come fonte di legname.

### Eleven-Soro
È l'ambientazione del racconto Solitude (1994).

### Faraday
Nel romanzo Il mondo di Rocannon (1966) si racconta di come questo pianeta si ribelli alla Lega e conduca la guerra, attraverso spietati attacchi con astronavi robotizzate, da una base nascosta sullo sconosciuto pianeta di Fomalhaut II. L'intervento dell'antropologo Rocannon permette che la base venga distrutta e la Lega metta fine alla ribellione.

### Ganam
Chiamato dagli hainiti anche G-14-214-yomo e Tadkla.
È l'ambientazione del racconto Dancing to Ganam (1993).

### Gethen
È l'ambientazione del romanzo La mano sinistra delle tenebre (1969) e dei racconti Winter's King (1969) e Come si diventa adulti a Karhide (1995).
Nel racconto Tradimenti (1994) viene citato il fatto che Gethen non abbia mai conosciuto guerre.

### Hain
Il Primo Pianeta, il Vecchio Mondo, il luogo d'origine dell'umanità. È chiamato dai terrestri Davenant. Dista circa 140 anni luce dalla Terra.
Nel corso di due milioni di anni, le cosiddette Pre-Ere, gli hainiti hanno esplorato lo spazio, colonizzando decine di pianeti nel Braccio di Orione, creando una rete di mondi che si è poi dissolta.
A distanza di molte migliaia di anni, ora su Hain coesistono piccole società autonome, i pueblos, organizzati secondo forme sociali arcaiche, fortemente ritualizzate, e una rete di città ad alta tecnologia e bassa densità, come Kathhad e Darranda, che ospitano i "templi", i centri di informazione degli "storici", e le Scuole Ecumeniche, in cui vengono istruiti studenti provenienti da molti mondi, per diventare osservatori e inviati diplomatici dell'Ecumene.
Dal pueblo di Stse proviene Havzhiva, protagonista del racconto Un uomo del popolo.
Grazie a un'alterazione che non è solo frutto dell'ingegneria genetica ma anche di una radicale ristrutturazione della fisiologia umana (e che ha richiesto almeno 25 generazioni per compiersi) gli hainiti hanno la capacità di controllare coscientemente la propria fertilità: il concepimento è sempre una decisione condivisa. Gli hainiti non hanno trasmesso ai colonizzati questa peculiarità.

### Nuova Georgia del Sud (New South Georgia)
Pianeta del sistema solare di Forrosul.
La sua capitale, Kerguelen, ospita la Base Esplorativa delle Forme di Vita a Intelligenza Elevata della Lega, Area Galattica 8 (League HILF Survey Base for Galactic Area 8).
Da qui parte la missione etnografica sul pianeta Fomalhaut II guidata da Gaveral Rocannon, raccontata nel romanzo Il mondo di Rocannon (1966).

### O
Situato alla distanza di quattro anni luce da Hain.
È l'ambientazione dei racconti Another Story or A Fisherman of the Inland Sea (1994), Unchosen Love (1994) e Mountain Ways (1996).
Nel racconto Tradimenti (1994) viene citato il fatto che su O non scoppi una guerra da cinquemila anni.

### Rokanan
Secondo pianeta della stella Fomalhaut.
La Lega gli attribuisce il nome Rokanan in onore di Gaveral Rocannon, l'antropologo che scopre sul pianeta la base segreta dei ribelli di Faraday e riuscendo a comunicarlo alla Lega mette fine alla guerra.
È l'ambientazione del romanzo Il mondo di Rocannon (1966).

### Seggri
È l'ambientazione del racconto The Matter of Seggri (1994).

### Terra
Terzo pianeta del Sole.
Personaggi terrestri appaiono in varie storie del ciclo.
È l'ambientazione del romanzo Città delle illusioni (1967).
La sua inclusione nell'Ecumene è spiegata in La salvezza di Aka (2000).

### Alterra
Terzo pianeta della stella Gamma Draconis, (è citato nel romanzo La mano sinistra delle tenebre).
È l'ambientazione del romanzo Il pianeta dell'esilio (1966).

### Werel e Yeowe
Werel è il terzo dei 16 pianeti del sistema planetario della stella RK-tamo-5544-34, distante circa 80 anni luce da Hain. È caratterizzato da una società capitalista e schiavista, fondata su basi razziali (la classe dominante ha pelle scura), che colonizza il vicino pianeta Yeowe, trasformandolo in un immenso campo di lavoro. Dopo oltre tre secoli di sfruttamento, su Yeowe scoppia una lunga e sanguinosa Guerra di Liberazione che si conclude dopo trent'anni con la liberazione degli schiavi e la cacciata dei padroni wereliani e che mette in dubbio il perdurare di questo sistema economico e sociale sullo stesso Werel.
I due pianeti sono l'ambientazione dei quattro racconti contenuti nella raccolta Il giorno del perdono (1995) e del racconto Old Music and the Slave Women (1999).

### Altri
Nelle storie del ciclo vengono citati diversi altri pianeti, di cui viene indicato solo il nome o vengono fornite informazioni minime: Beldene, Chiffewar, Cime, Ensbo, Four-Taurus (o Iao), Gao, Gde, Huthu, Kapetyn, Kheakh, Orint, Ollul, Prestno, S, Sheashel Haven, Ve.
- Kheakh, è citato nel racconto Il giorno del perdono come un «posto orribile e morente», sul quale è avvenuto una specie di suicidio razziale, una carneficina di massa dell'intera biosfera. L'autodistruzione di Kheakh e di Orint hanno spinto l'Ecumene ad adottare la Convenzione sulle Armi.
- Orint, è citato nel racconto Il giorno del perdono, accostato a Kheakh come pianeta luogo di autodistruzione.
- Ve, è il pianeta più vicino a Hain. È stato colonizzato in tempi immemorabili, è stato la prima tappa della grande espansione hainita, di cui è stato prima subordinato poi alleato. La politica di non-ingerenza di Hain negli ultimi centomila anni l'ha fatto tornare ai propri livelli originari di temperatura, umidità e pressione, sempre nei limiti della tollerabilità umana. È abitato principalmente da "storici" e alieni provenienti da altri mondi per frequentarne la Scuola Ecumenica. Il posto più bello del pianeta è Tes, un'oasi di sorgenti d'acqua calda. È descritto nel racconto Un uomo del popolo.